# ГКПП Ивайловград - Кипринос
Граничен контролно-пропускателен пункт Ивайловград – Кипринос (накратко ГКПП Ивайловград – Кипринос) се намира в близост до село Славеево, отвъд границата е село Саръхадър прекръстено от гърците на Кипринос. Пунктът свързва Ивайловград с Димотика.
Открит на 9 септември 2010 година по случай 130-ата годишнина от установяването на дипломатически отношения между България и Гърция. Към тази дата това е петият пункт на българо-гръцката граница. На церемонията по откриването му присъстват президентите на България и Гърция Георги Първанов и Каролос Папуляс.
Разкриването на граничния пункт съкращава разстоянието между Ивайловград и Свиленград с около 20 километра, тъй като пътят от Ивайловград до Свиленград през Гърция е по-кратък и сравнително равнинен, отколкото през България.
От 1 януари 2025 г. ГКПП се закрива. Преминава се без спиране на автомобила и показване на документи на вече бившия ГКПП, но със съобразена скорост, означена с пътни знаци. Сградният фонд и инфраструктурата се запазват, така че при необходимост да могат да бъдат отворени. Граничните полицаи имат право да спират за проверки на случаен принцип и с оглед анализ на риска. 